# Lijepa plava zastava
Lijepa plava zastava (eng. Bonnie Blue Flag) je bila neslužbena zastava Konfederacije Američkih Država na početku Američkog građanskog rata 1861. godine.
Zastava se sastoji od jedne bijele petokrake zvijezde na tamnoplavoj pozadini. Zastava je prvi put istaknuta na zgradi parlamenta američke savezne države Mississippi, koja se odcijepila od Unije u siječnju 1861. godine. Harry Macarthy je popularizirao zastavu kao simbol Konfederacije skladavši istoimenu pjesmu "The Bonnie Blue Flag". Neke odcjepljene južne države su uključile motiv bijele zvijezde na svoje nove državne zastave. Iako je naziv zastave "Bonnie Blue Flag" prvi put upotrijebljen 1861., neki povjesničari smatraju da je zastava nastala po uzoru na gotovo identičnu zastavu kratkoživuće Republike Zapadne Floride koja se odcijepila od Španjolske Zapadne Floride 1810. te ubrzo bila pripojena SAD-u.

## Slične zastave
- Zastava Texasa od 1836. do 1839.[2]
- Zastava kratkotrajne, nepriznate Zapadne Floride (1810.)[3]

## Vanjske poveznice
- "Bonnie Blue Flag" na crwflags.com